# Bryophyllum waldheimii
Bryophyllum waldheimii là một loài thực vật có hoa trong họ Crassulaceae. Loài này được (Raym.-Hamet & Perrier) Lauz.-March. miêu tả khoa học đầu tiên năm 1974.